# أولاد بوعلي (أولاد بو علي الواد)
أولاد بوعلي هي إحدى مشيخات المملكة المغربية، تتبع جغرافيا لإقليم قلعة السراغنة وإداريًا لأولاد بو علي الواد. يقدر عدد سكانها بـ 6031 نسمة حسب الإحصاء الرسمي للسكان والسكنى لسنة 2004.